# Dachstein
Dachstein (in alsaziano Dàchstaan) è un comune francese di 1 811 abitanti situato nel dipartimento del Basso Reno nella regione del Grand Est.

## Storia

### Simboli
La figura del vescovo rappresenta san Martino e ricorda che Dachstein fu la residenza di numerosi vescovi di Strasburgo dal XIII al XV secolo. L'immagine nello stemma si ispira alla statua del santo in legno dipinto presente sull'altare maggiore della locale chiesa di San Martino.

## Società

### Evoluzione demografica
Abitanti censiti